# Padre Nóbrega
Padre Nóbrega é um distrito do município brasileiro de Marília, no interior do estado de São Paulo.

## História

### Origem
O povoado que deu origem ao distrito se desenvolveu ao redor da estação ferroviária Padre Nóbrega, inaugurada pela Companhia Paulista de Estradas de Ferro em 15/02/1935.

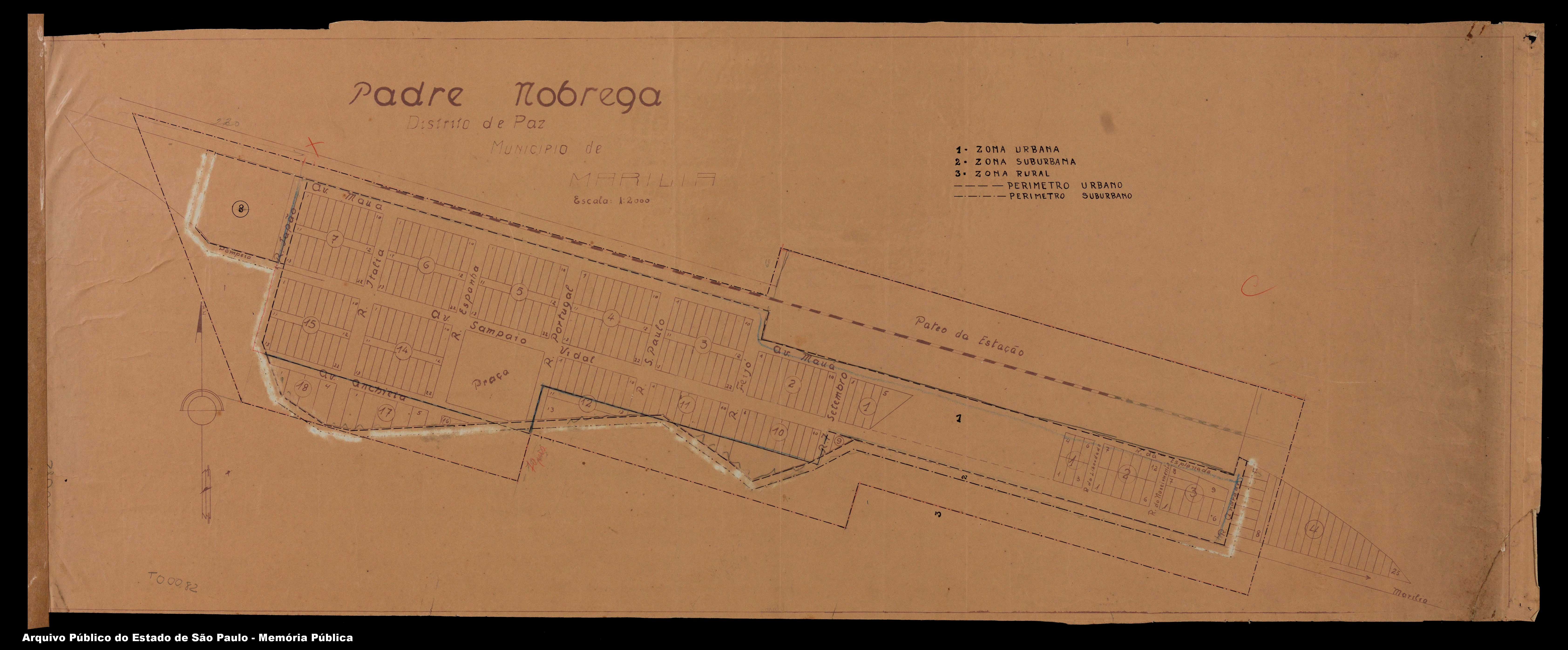
Planta da área urbana original.

### Formação administrativa
- Lei nº 2.643 de 15/01/1936 - Cria o distrito de Padre Nóbrega, no município de Marília[4][5].

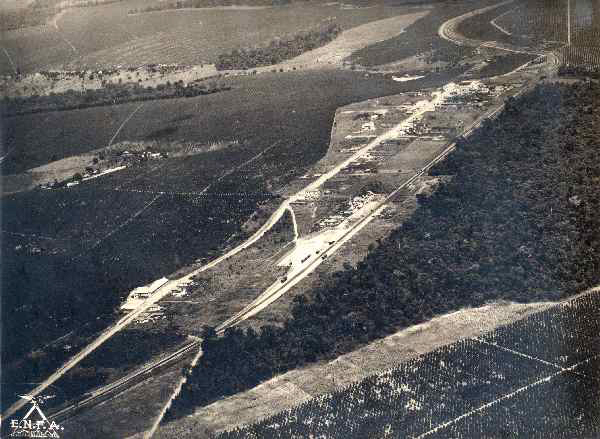
Vista aérea (1940).

## Geografia

### Demografia

#### População urbana
| Crescimento população urbana | Crescimento população urbana | Crescimento população urbana | Crescimento população urbana |
| Censo                        | Pop.                         |                              | %±                           |
| ---------------------------- | ---------------------------- | ---------------------------- | ---------------------------- |
| 1940                         | 554                          |                              | —                            |
| 1950                         | 585                          |                              | 5,6%                         |
| 1960                         | 762                          |                              | 30,3%                        |
| 1970                         | 915                          |                              | 20,1%                        |
| 1980                         | 997                          |                              | 9,0%                         |
| 1991                         | 1 704                        |                              | 70,9%                        |
| 2000                         | 5 052                        |                              | 196,5%                       |
| 2010                         | 6 670                        |                              | 32,0%                        |
| Fonte: IBGE e Fundação SEADE |                              |                              |                              |

#### População total
Pelo Censo 2010 (IBGE) a população total do distrito era de 7 899 habitantes.

### Área territorial
A área territorial do distrito é de 158,983 km².

### Expansão urbana
O distrito está em fase de conurbação com a sede (Marília) e tem apresentado um processo de grande expansão urbana nos últimos anos, como os novos residenciais planejados Vida Nova Maracá 1, 2 e 3, que juntos somam 3.059 unidades entregues.

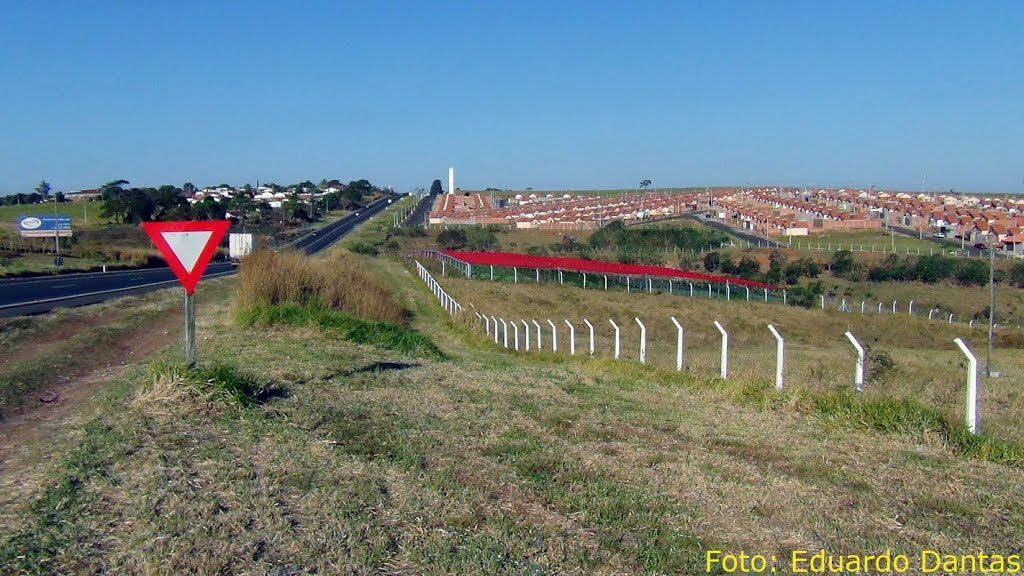
SP-294 em Padre Nóbrega.

### Rodovias
O distrito localiza-se às margens da Rodovia Comandante João Ribeiro de Barros (SP-294).

### Ferrovias
Pátio Padre Nóbrega (ZUG) da Linha Tronco Oeste (Companhia Paulista de Estradas de Ferro), estando a ferrovia atualmente desativada sob concessão da Rumo Malha Paulista.

## Serviços públicos

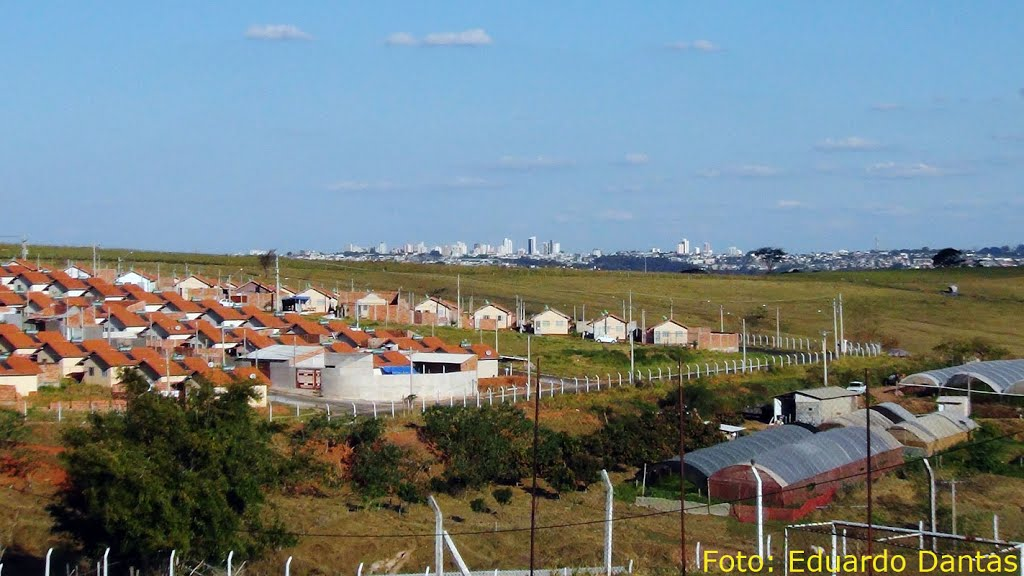
Expansão urbana do distrito, com vista para a cidade de Marília.

### Registro civil
Atualmente é feito no próprio distrito, pois o Cartório de Registro Civil das Pessoas Naturais ainda continua ativo.

### Saneamento
O serviço de abastecimento de água é feito pelo Departamento de Água e Esgoto de Marília (DAEM). 

### Energia
A responsável pelo abastecimento de energia elétrica é a CPFL Paulista, distribuidora do grupo CPFL Energia.

### Telecomunicações
O distrito era atendido pela Telecomunicações de São Paulo (TELESP), que inaugurou a central telefônica Distrito Industrial na cidade de Marília e que também atende ao distrito, utilizada até os dias atuais. Em 1998 esta empresa foi vendida para a Telefônica, que em 2012 adotou a marca Vivo para suas operações.

## Religião

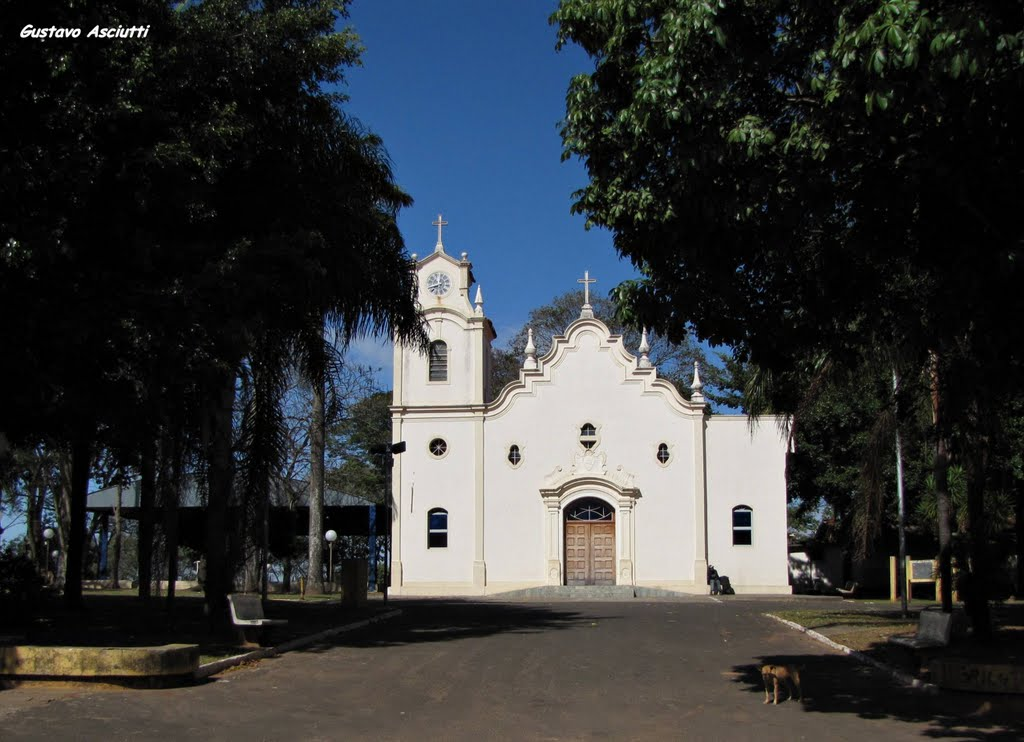
Igreja.

O Cristianismo se faz presente no distrito da seguinte forma:

### Igreja Católica
- A igreja faz parte da Diocese de Marília[20].

### Igrejas Evangélicas
- Assembleia de Deus - O distrito possui uma congregação da Assembleia de Deus Ministério do Belém, vinculada ao Campo de Marília.[21][22]
- Congregação Cristã no Brasil[23].